# 무라시게 안나
무라시게 안나(일본어: 村重 杏奈, 1998년 7월 29일 ~ )는 일본의 아이돌이며, 여성 아이돌 그룹 전 HKT48 팀KIV의 멤버이다.
야마구치현 출신. SKE48 팀E 전멤버 스다 아카리와 HKT48 전멤버 야부키 나코와 같은 소속사인 TWIN PLANET에 소속'

## 내력
2011년
- 3월 21일, 액터즈 스쿨(ASH) 제25기생에 의한 〈유메 타운 히로시마 스칼러십 공개 오디션〉 그랑프리에 선출되었다.
- 7월 10일, HKT48의 1기생 오디션에 합격, 동년 10월 23일에 세이부 돔에서 개최된 《플라잉 겟》 발매 기념 전국 악수회 이벤트 〈AKB48 축제 powerd by AKB48 네모우스 TV〉에서, 다른 HKT48 멤버들과 함께 피로연, 동년 11월 26일의 HKT48 극장 첫 공연으로 극장 데뷔를 했다.

2012년
- 3월 4일, HKT48 팀H가 결성되었을 때, 정규 멤버 16명 중 1명으로서 불렸다.
- 8월 17일, 드라마 《마지스카 학원 3》에 HKT48에서 유일하게 출연한다.

2013년
- 1월 13일, 《R-1 그랑프리 2013》에서 같은 버라이어티반인 나카니시 치요리와 함께 출장, 무라시게 자신은 이 날 오사카에서 행해진 2회전에서 패퇴했다.[1].

2014년
- 1월 11일, HKT48 큐슈 콘서트 투어 《큐슈 7현 투어~사랑하는 자식에겐 여행을 시켜라~》의 첫날 밤 공연 앙코르 출연 때에, HKT48의 〈클래스 변경〉(팀 재편성)이 발표되어, 무라시게를 포함한 팀H 멤버 8명이 2014년 봄에 신설되는 팀KIV로 이동하게 되었다[2].
- 2월 24일, Zepp DiverCity에서 개최된 《AKB48 그룹 대조각 축제》에서, NMB48 팀N과의 겸임이 발표되었다[3].
- 4월 30일, 이날 첫날을 맞은 《NMB48 팀N 4th Stage 〈여기라도 천사는 있어〉 공연》으로 NMB48의 극장 공연에 첫 출연[4].
- 5월부터 6월에 걸쳐 실시된 《AKB48 37th 싱글 선발 총선거》에서는 67위로, 업 커밍 걸즈에 선출되었다[5].

2015년
- 5월 27일, NMB48 팀N의 활동(겸임)을 종료.

2016년
- 11월 18일, 동년 12월에 야마구치현에서 열리는 일-러 정상 회담에 맞추어 동현의 특산품이나 관광지 등을 정보 발신하는 PR 특사 〈일-러 친선 야마구치 PR 특사〉에 임명되었다.

2019년
- 4월 28일, 소속 사무소 TWIN PLANET에 이적하는 것이 발표.

2021년
- 9월 19일, HKT48 극장 〈하카타 레전드〉 공연에서 그룹을 졸업하는 것을 발표. 2021년 말에 졸업하겠다고 공식 사이트에서 발표.
- 12월 27일, HKT48 극장에서 행해진 졸업 공연을 기해 HKT48를 졸업.

## 인물
캐치프레이즈는, 〈Всем привет. Я Вас очень очень люблю. 러시아와의 하프인, 아냐라고 하는 무라시게 안나입니다〉. 러시아어의 부분은 〈여러분 안녕하세요. 저는 여러분이 정말 좋아요.〉라는 의미.
부친은 일본인, 모친은 러시아인으로 혼혈이다. 러시아어에 능통하다. 러시아에는 7번 간 적이 있고, 집에서는 러시아어로 대화하고 있는 것으로, 2012년 5월 16일 이후, Google+에서 자주 〈러시아어 강좌〉라는 제목의 동영상을 올리고 있다. HKT48 극장에서의 자기소개도 러시아어로 시작한다.
양파, 토마토 외에, 펠메니라고 하는 러시아 요리를 좋아한다.
SKE48·마츠이 레나가 회장을 맡고 있는 〈멜론빵 동맹〉에 가입했다.
〈공부 싫어함〉이라고 공언했고, 학교 테스트 성적이 참담한 상황임을 스스로 공표한 적이 있다.
왼손잡이.

### HKT48 관련
공식 프로필의 닉네임은, 러시아어 읽기인 〈아냐〉이지만, 멤버로부터는 〈시게안〉이나 성인 〈무라시게〉로도 불린다. 자신은 〈무라시게〉라고 말할 때가 많다.
AKB48의 멤버와도 교류가 있어, 로켓펀치 멤버 타카하시 쥬리 와는 《마지스카 학원 3》 촬영 전부터 사이가 좋다.

## HKT48·NMB48에서의 참가곡

### 싱글 CD 선발곡
HKT48 명의
- スキ!スキ!スキップ! / 좋아! 좋아! 스킵!
  - お願いヴァレンティヌ / 부탁해 바렌티누
  - 片思いの唐揚げ / 짝사랑의 튀김 - 아마쿠치 히메 명의
- メロンジュース / 멜론 주스
  - 希望の海流 / 희망의 해류 - 아마쿠치 히메 명의
- 桜、みんなで食べた / 벚꽃, 다 함께 먹었어
  - 君はどうして? / 넌 어째서?
  - 昔の彼氏のお兄ちゃんとつき合うということ / 예전 남자친구의 형과 사귄다는 것 - 팀KIV 명의
- 〈控えめI love you ! 소극적인 I love you !〉에 수록
  - 夏の前 / 여름 전 - 팀KIV 명의
- 12秒 / 12초

NMB48 명의
- 〈らしくない 답지 않아〉에 수록
  - 休戦協定 / 휴전협정 - 팀N 명의
- 〈Don't look back!〉에 수록
  - 恋愛ペテン師 / 연애 사기꾼 - 팀N 명의

AKB48 명의
- 〈ギンガムチェック 깅엄 체크〉에 수록
  - あの日の風鈴 / 그 날의 풍경 - 웨이팅 걸즈 명의
- 〈永遠プレッシャー 영원 프레셔〉에 수록
  - 初恋バタフライ / 첫사랑 버터플라이 - HKT48 명의
- 〈鈴懸の木の道で「君の微笑みを夢に見る」と言ってしまったら僕たちの関係はどう変わってしまうのか、僕なりに何日か考えた上でのやや気恥ずかしい結論のようなもの 플라타너스 나무가 서 있는 길에서 「네 미소가 꿈에 나왔어」라고 말해버린다면 우리들의 관계는 어떻게 변하는 걸까, 나 나름대로 며칠이고 생각해본 후의 조금 부끄러운 결론처럼〉에 수록
  - ウインクは3回 / 윙크는 3회 - HKT48 명의
- 〈前しか向かねえ 앞 밖에 보지 않아〉에 수록
  - KONJO - Talking Chimpanzees 명의
- 〈心のプラカード 마음의 플래카드〉에 수록
  - チューインガムの味がなくなるまで / 추잉검의 맛이 없어질 때까지 - 업커밍 걸즈 명의

### 앨범 CD 선발곡
NMB48 명의
- 《世界の中心は大阪や ～なんば自治区～ 세계의 중심은 오사카야 ~남바 자치구~》에 수록
  - イビサガール / 이비사걸
  - 電車を降りる / 전차에서 내리다 - 팀N 명의

AKB48 명의
- 《1830m》에 수록
  - 青空よ 寂しくないか? / 푸른 하늘이여 외롭지 않은가? - AKB48+SKE48+NMB48+HKT48 명의
- 《次の足跡 다음 발자국》에 수록
  - ぽんこつブルース / 퐁코츠 블루스
- 《ここがロドスだ、ここで跳べ! 여기가 로도스다, 여기서 뛰어라!》에 수록
  - 僕たちのイデオロギー / 우리의 이데올로기

### 극장 공연 유닛곡
팀H 1st Stage 〈손을 잡으면서〉 공연
- Glory days
- チョコの行方 / 초코의 행방 (HKT48 발족 전)

팀H 2nd Stage 〈하카타 레전드〉 공연
- 天国野郎 / 천국 녀석

해바라기조 〈파자마 드라이브〉 공연
- 鏡の中のジャンヌ・ダルク / 거울 속의 잔 다르크